# Mississippi County, Missouri
Mississippi County är ett administrativt område i delstaten Missouri, USA, med 14 358 invånare. Den administrativa huvudorten (county seat) är Charleston. 

## Geografi
Enligt United States Census Bureau har countyt en total area på 1 111 km². 1 070 km² av den arean är land och 41 km² är vatten.    

### Angränsande countyn
- Alexander County, Illinois - norr
- Ballard County, Kentucky - nordost
- Carlisle County, Kentucky - öst
- Hickman County, Kentucky - sydost
- Fulton County, Kentucky - söder
- New Madrid County - sydväst
- Scott County - nordväst